# Великі Пріцьки
Великі Пріцьки (до 2017 року — Великі Прицьки) — село в Україні, у Обухівському районі Київської області. Населення становить 762 осіб.

## Географія
Селом протікає річка Безіменна. На північ від села розташована ботанічна пам'ятка природи «Осика-цариця».

## Історія
У 17 столітті село належало Халецьким.
Суконну фабрику, побудовану у 1818 році в с. Великі Прицьки, поміщик Захар Головинський перевів 1845 року до Стеблева.
Станом на 1885 рік у колишньому власницькому селі, центрі Великоприцьківської волості Канівського повіту Київської губернії, мешкало 1218 осіб, налічувалось 137 дворових господарств, існували православна церква, католицька каплиця, школа, лікарня, 3 постоялих двори, крамниця (лавка).
За переписом 1897 року кількість мешканців зросла до 2015 осіб (953 чоловічої статі та 1062 — жіночої), з яких 1963 — православної віри.

## Населення

### Мова
Розподіл населення за рідною мовою за даними перепису 2001 року:
| Мова       | Кількість | Відсоток |
| ---------- | --------- | -------- |
| українська | 723       | 94.88%   |
| російська  | 31        | 4.07%    |
| вірменська | 5         | 0.66%    |
| білоруська | 3         | 0.39%    |
| Усього     | 762       | 100%     |

## Цікаві факти
- В 2016 році на Спаса в День села було відкрито Великопріцьківський сільський історико-краєзнавчий музей який нині є філією Кагарлицького районного історико-краєзнавчого музею.[4] Очолює його науковий співробітник Вегера-Предченко Надія Миколаївна. В музеї експонується зібрання матеріалів і предметів з історії, побуту та культури села.

## Відомі особи
- Вернигора Ніна Миколаївна  (13 серпня 1967, Великі Прицьки) — українська письменниця, поетеса, видавець, педагог, доцент.
- Вегера-Предченко Надія Миколаївна (31 січня 1960, Великі Пріцьки) - українська письменниця, поетесса.
- Павло Пащевський (*15 січня 1874 р.–†26 січня 1942/1944 р., Варшава) — капелан Армії УНР
- Яків Прітцкер (Jacob Pritzker) (1831–1896) вихідець з села, український єврей, який емігрував до США та заклав, разом з сином Ніколасом (1871–1956), один з найвідоміших фінансових кланів Америки[5]. Відтак вважається, що родина 38-ого міністра торгівлі США (з 26 червня 2013) Пенні Пріцкер походить з села Великі Пріцьки[6]. У 2009 році Forbes назвав її однією зі 100 найвпливовіших жінок у світі. Це чиказьке сімейство Пріцкер — одне з найбагатших в Америці. Йому належить мережа готелів Hyatt,[7] промисловий конгломерат Marmon Group (виробляє, наприклад, вагони-цистерни). 27 жовтня 2015 року Пенні Прітцкер відвідала село. [8]. Нащадок цього ж сімейства Джей Роберт Прітцкер в 2018 році став губернатором американського штату Іллінойс. Його особистий статок оцінюють у $ 3,5 млрд, що робить його найбагатшим губернатором в історії США.